# Рефлектор (дзеркало)

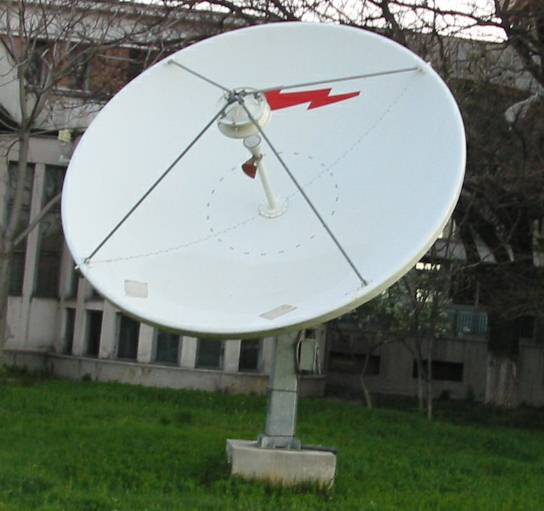
Прямофокусна параболічна дзеркальна антена

Рефлектор (від лат. reflectere — «відбивати») — складова частина ряду типів приймачів (антен, телескопів, радіотелескопів) або джерел теплового, світлового, ультразвукового або будь-якого іншого випромінювання, що являє собою дзеркало, найчастіше у формі параболоїда обертання (для компактних джерел або приймачів) або параболічного циліндра (для лінійних джерел або приймачів).

## У радіотехніці
В антенах рефлектор є відбивачем (на відміну від директора), або дзеркалом для апертурних дзеркальних антен.

## У світлотехніці
В світлотехніці рефлектори (як окремі, так і сполучені з колбою лампи розжарювання) використовуються для зміни діаграми спрямованості джерела світла, створення більш спрямованого пучка світла, наприклад, в прожекторах і фарах.

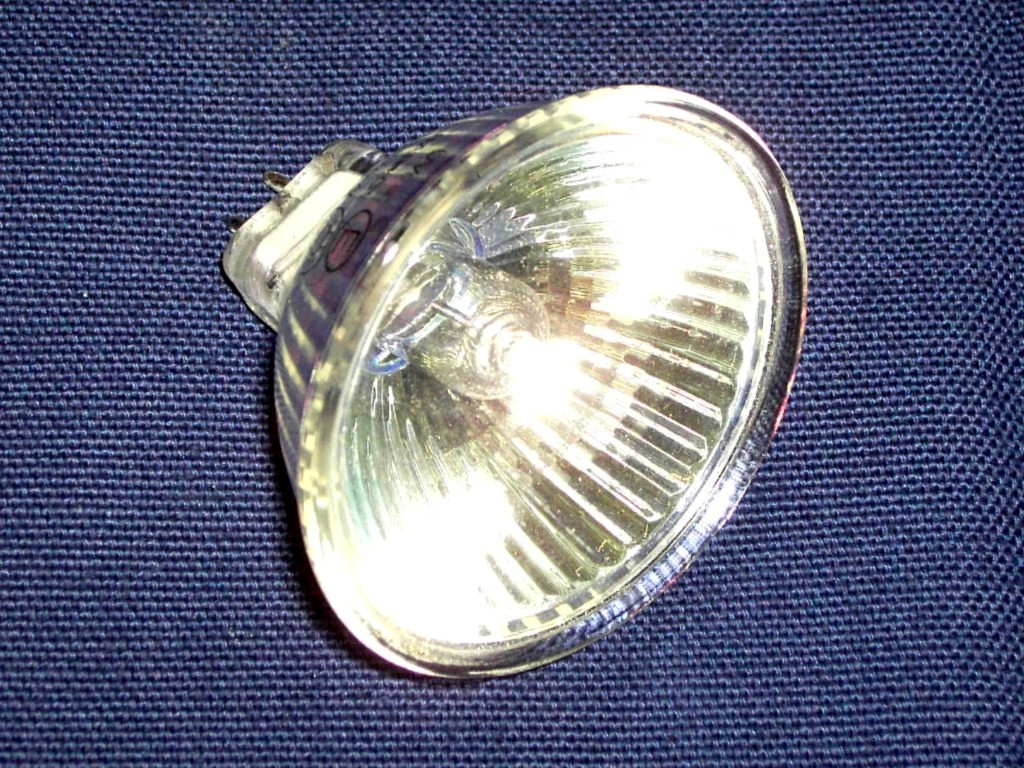
Галогенні лампи з вбудованим рефлектором
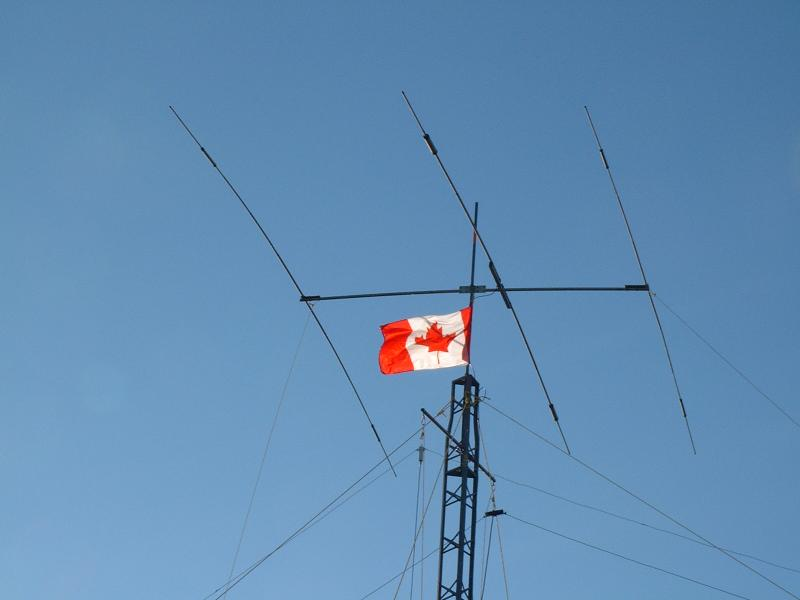
Радіоантена з рефлектором (задній, найдовший стрижень)